# Dendrolagus
Dendrolagus (česky klokan, toto jméno je však používáno pro více různých rodů), neformálně stromoví klokani, je rod vačnatců z řádu dvojitozubci (Diprotodontia) a čeledi klokanovití (Macropodidae). Od svých pozemních pasoucích se předků se tito klokani svou ekologickou rolí značně odchýlili – jsou adaptováni pro život na stromech a v ekosystému nahrazují opice. Dva uznávané druhy se vyskytují na území severovýchodní Austrálie a dvanáct na ostrově Nová Guinea.
Stromoví klokani dosahují délky těla 41–81 cm a délky ocasu asi 41–94 cm. Hmotnost činí až 17 kg. Ve srovnání s ostatními klokany bývají přední i zadní končetiny stejně dlouhé, tlapy jsou vybaveny příchytnými polštářky a mohutnými drápy. Ocas představuje podpěrný a balanční orgán, nemá však chápavou funkci. Pestré mahagonově-žluté zbarvení dělá z některých druhů, jako je klokan Goodfellowův, jedny z nejbarevnějších vačnatců vůbec; jiní stromoví klokani jsou však osrstěním spíše nenápadní.
Klokani rodu Dendrolagus většinou platí za samotářská zvířata, která si vymezují nepříliš rozsáhlé domovské areály a netvoří velké sociální skupiny. Přizpůsobili se paletě potravy deštných lesů, kdy dominantní část jídelníčku představují listy, ačkoli strava může zahrnovat i ovoce a jiné rostlinné složky, snad i maso. Především evolučně odvozenější druhy, jako je klokan Doriův, se postupně více či méně znovu přizpůsobily pozemnímu životu. Rozmnožování může podle podmínek probíhat buďto sezónně, anebo celoročně.
Stromoví klokani představují typické K-stratégy, samice rodí v drtivé většině případů pouze jediného potomka, přičemž doba březosti, stejně jako další vývoj mláděte, jsou ve srovnání s ostatními druhy klokanovitých prodlouženy. Samice klokana Matschieova pohlavně dospívají teprve ve 3,5 letech života. Nízký rozmnožovací potenciál a výskyt v malých, izolovaných oblastech vede k tomu, že se na populacích stromových klokanů mohou výrazně projevit různé ohrožující faktory. Především devastující lov ze strany místních obyvatel vedl k tomu, že Mezinárodní svaz ochrany přírody všechny novoguinejské druhy považuje za obecně ohrožené. Australské druhy jsou pokládány za téměř ohrožené, a to především kvůli ztrátě stanovišť.

## Systematika

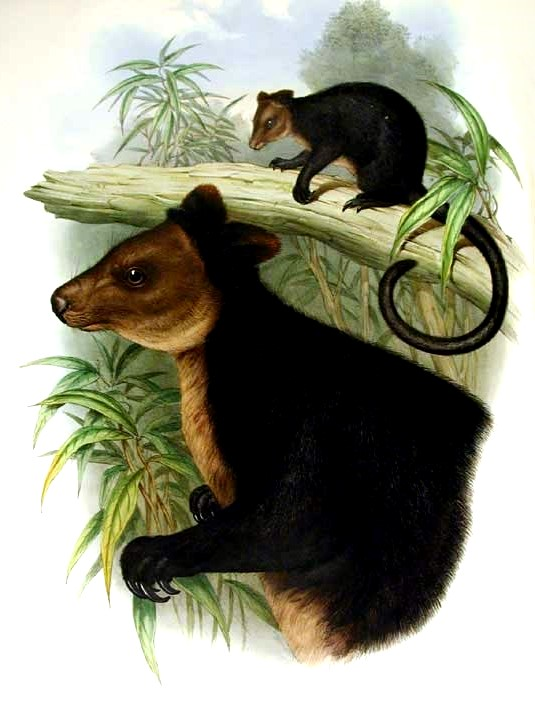
Klokan medvědí (D. ursinus) na kresbě Johna Goulda

Prvními Evropany, kteří se setkali se stromovými klokany, byli přírodovědci z nizozemské plachetnice Triton, kteří v letech 1828–1829 zkoumali přírodu ostrovů Timor a Nová Guinea. Šlo o jednu z objevných plaveb, jež měly Nizozemcům poskytnout přírodovědné vzorky z jejich držav v zámoří a o něž se zasazoval především aristokrat Coenraad Jacob Temminck, jedna z předních postav nizozemské zoologie 19. století. Vědci z Tritonu, mezi něž patřil Němec Salomon Müller, odchytili první čtyři klokany na severozápadním pobřeží Nové Guineje. Podle místních zde žila tato zvířata, pojmenovaná wangoerie, poměrně hojně. Temminck nový druh roku 1836 popsal pod vědeckým jménem Hypsiprymnus ursinus.
Společně s těmito klokany odchytil Müller a jeho společníci i exemplář odlišného stromového klokana, jehož místní nazývali wakera. O mnoho let později, roku 1840, Müler tento druh pojmenoval Dendrolagus inustus. Ačkoli se obě zvířata svým vzhledem podobala, Müller zaznamenal, že se podstatně lišila stavba jejich dolních končetin. Samotné rodové jméno určené Mülerem, Dendrolagus, vychází z řečtiny a znamená „stromový zajíc“. Důvod pro toto pojmenování je poněkud netradiční: ačkoli posádka Tritonu usilovala o to, aby klokany dopravila do Evropy živé, velká část námořníků během plavby vážně onemocněla, a klokany proto zabili pro maso. Lodní kuchař mrtvá zvířata následně připravil na způsob zajíce, což se promítlo do vědeckého názvu.
První důkazy o přítomnosti stromových klokanů na australské pevnině pocházejí z expedice Williama Hanna ze začátku 70. let 19. století, ačkoli první exemplář získal teprve roku 1880 norský výzkumník Carl Sofus Lumholtz, jenž pracoval pro Osloskou univerzitu. Jeho univerzitní kolega Robert Collett na jeho počest roku 1884 nový druh klokana pojmenoval Dendrolagus lumholtzi. Vzhledem k tomu, že stromoví klokani žijí skrytým způsobem života v odlehlých stanovištích, ve volné přírodě se s nimi lze setkat jen vzácně a mnoho druhů je zastoupeno jen omezeným počtem jedinců. Lumholtzovi se podařilo získat kýžený exemplář až po tříměsíčním úsilí s pomocí mnoha místních domorodců. Klokan dingiso (D. mbaiso) byl objeven teprve v 90. letech 20. století.
Taxonomie stromových klokanů byla v průběhu historie proměnlivá. První ucelený taxonomický přehled představili roku 1936 Lionel Walter Rothschild a Guy Dollman, kteří na základě vzhledu srsti rozlišovali sedm druhů stromových klokanů ve třech druhových skupinách. Roku 1948 představil radikálně odlišnou systematiku americký přírodovědec George Henry Hamilton Tate, přičemž jeho koncept byl následně dalšími vědci hojně přebírán. Tate se však na základě nedostatečného přístupu k typovým vzorkům i původním popisným článkům nevyhnul některým vážným pochybením; klokany D. ursinus a D. inustus například považoval pouze za dvě odlišně zbarvené formy totožného druhu, ačkoli tito klokani vykazují výrazné rozdíly v uspořádání kostí dolních končetin, na něž poukázali již původní badatelé z 19. století. Podstatné rozdíly mezi oběma druhy roku 1955 zaznamenal i nizozemský zoolog A. M. Husson. Podle jeho závěrů je prostřední prst u D. inustus mnohem delší ve srovnání s ostatními prsty, zatímco u D. ursinus byly tyto prsty stejně dlouhé.
Teprve roku 1982 na Hussonovy závěry navázal australský zoolog Colin Groves. Vyjma délky prstů mj. zjistil, že stromové klokany lze rozřadit do stejných dvou skupin podle poměrné délky chodidel. Ve své morfologické studii rozlišil celkem šest druhů stromových klokanů. „Dlouhonohá skupina“ zahrnovala novoguinejský druh D. inustus (a jeho poddruhy) a australský D. lumholtzi, zatímco předpokládaná odvozená „krátkonohá skupina“ zahrnovala zbylé novoguinejské taxony: D. ursinus, D. matschiei (a jeho poddruhy) a D. dorianus (a jeho poddruhy). Zařazení australského druhu D. bennettianus zůstalo nejasné, protože kombinoval rysy obou skupin.
V 90. letech představil další revizi systematiky Tim Flannery. Z význačných změn mj. znovu osamostatnil druhy D. goodfellowi a D. spadix (jež Groves považoval za poddruhy D. matschiei), znovuvytyčil také řadu poddruhů původně vymezených Rothschildem a Dollmanem a zároveň přiřadil australského klokana D. bennettianus do „dlouhonohé skupiny“. Nelze opomenout ani jeho objev zcela nového druhu D. mbaiso. Celkem tak klasifikoval deset druhů: D. bennettianus, D. lumholtzi, D. inustus (a jeho poddruhy), D. ursinus, D. goodfellowi (a jeho poddruhy), D. matschiei, D. spadix, D. dorianus (a jeho poddruhy), D. scottae a D. mbaiso. Navazující studie, založené i na molekulární fylogenetice, od té doby postupně přispívají k osamostatňování řady dalších poddruhů. Například práce z roku 2018, založená na sekvencích mitochondriální a jaderné DNA, odhalila dokonce parafyletismus některých hodnocených druhů, jakož i výraznou genetickou divergenci mezi hodnocenými poddruhy.
Následující seznam druhů, využívaný i Mezinárodním svazem ochrany přírody, vychází z Nowaka (2018) a Valentine a kol. (2021). Areál výskytu je doplněn na základě zmíněného Nowaka, stupeň ohrožení je aktuální ke květnu 2023.
| Jméno                                                              | Obrázek | Výskyt                                                                                           | Ohrožení                                   |
| ------------------------------------------------------------------ | ------- | ------------------------------------------------------------------------------------------------ | ------------------------------------------ |
| klokan pralesní Dendrolagus bennettianus De Vis, 1887              |         | severovýchodní Queensland (od Mt. Amos k Daintree River)                                         | téměř ohrožený druh                        |
| klokan Doriův Dendrolagus dorianus Ramsay, 1883                    |         | pohoří jihovýchodní Papuy Nové Guineje                                                           | zranitelný druh                            |
| klokan Goodfellowův Dendrolagus goodfellowi Thomas, 1908           |         | Centrální pohoří a přilehlé vysočiny od západní hranice k jihovýchodnímu cípu Papuy Nové Guineje | ohrožený druh                              |
| klokan hnědý Dendrolagus inustus Müller, 1840                      |         | poloostrovy Ptačí hlava a Fak Fak a severní pobřeží Nové Guineje                                 | zranitelný druh                            |
| klokan stromový Dendrolagus lumholtzi Collett, 1884                |         | severovýchodní Queensland, od náhorní plošiny Mt. Carbine po Cardwell Range                      | téměř ohrožený druh                        |
| klokan Matschieův Dendrolagus matschiei Förster & Rothschild, 1907 |         | východní Papua Nová Guinea (poloostrov Huon); zřejmě zavlečen na ostrovy Umboi a Nová Británie   | ohrožený druh                              |
| Dendrolagus mayri Rothschild & Dollman, 1933                       |         | jediný vzorek získán na poloostrově Wondiwoi na dalekém západě Nové Guineje                      | kriticky ohrožený druh (pravděp. vyhynulý) |
| klokan dingiso Dendrolagus mbaiso Flannery, Boeadi & Szalay, 1995  |         | pohoří Sudirman na západě centrální Nové Guineje                                                 | ohrožený druh                              |
| Dendrolagus notatus Matschie, 1916                                 |         | Centrální pohoří a přilehlé vysočiny od řeky Strickland po oblast Wau na Papui Nové Guineji      | ohrožený druh                              |
| klokan žlutohřbetý Dendrolagus pulcherrimus Flannery, 1993         | –       | Torricelliho pohoří a možná i pohoří Foja na severu centrální Nové Guineje                       | kriticky ohrožený druh                     |
| klokan tmavý Dendrolagus scottae Flannery & Seri, 1990             |         | Torricelliho pohoří na severozápadě Papuy Nové Guineje                                           | kriticky ohrožený druh                     |
| klokan nížinný Dendrolagus spadix Troughton & Le Souef, 1936       | –       | jižní oblasti centrální Papuy Nové Guineje, od řeky Fly k řece Purari                            | zranitelný druh                            |
| Dendrolagus stellarum Flannery and Seri, 1990                      | –       | Centrální pohoří na Nové Guineji, od jezer Paniai po pohoří Viktora Emmanuela                    | zranitelný druh                            |
| klokan medvědí Dendrolagus ursinus (Temminck, 1836)                |         | poloostrovy Ptačí hlava a Fak Fak na západě Nové Guineje                                         | zranitelný druh                            |

## Evoluce

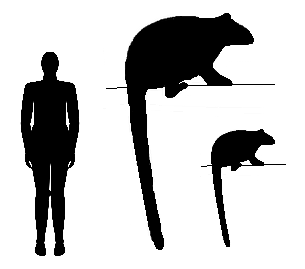
Srovnání rodu Bohra s dnes žijícími klokany rodu Dendrolagus (níže) a člověkem

Fosilní nálezy stromových klokanů, které by mohly napomoci objasnit jejich evoluční historii, jsou značně chudé a neúplné. Z roku 1982 pochází popis vyhynulého druhu Bohra paulae, založený na asi 2 miliony let starých fosiliích objevených na území dnešního centrálního Nového Jižního Walesu. Zachované pozůstatky kostí kotníku a holenní kost svědčí pro alespoň částečně stromový způsob života. Hmotnost živého zvířete je pak odhadována na 30 až 40 kg, což by v případě stromového savce byla úctyhodná hodnota. Další druhy rodu Bohra byly popsány teprve na začátku 21. století: B. wilkinsonorum žil na území dnešního jihovýchodního Queenslandu, zatímco B. illuminata spolu s B. nullarbora v dnešním Nullarboru. Nález B. wilkinsonorum posouvá potvrzenou existenci rodu Bohra až do pliocénu.
Nejstarší nálezy připisované rodu Dendrolagus z pevninské Austrálie – fosilizované zuby – byly datovány do spodního pliocénu, nicméně jejich interpretace je kontroverzní. Nejvýznamnější nález z tohoto pohledu poskytla lokalita Hamilton na západě Victorie. Zdejší fosilní pozůstatky jsou datovány do období před zhruba 4,5 miliony lety, přičemž fosilizovaný pyl z lokality potvrzuje, že v průběhu pliocénu zde bujel deštný les mírného pásma, jenž tehdy mohl stromovým klokanům poskytovat útočiště. Významný vhled do evoluční historie rodu Dendrolagus neposkytují ani některé pozůstatky nalezené na Nové Guineji, konkrétně ze dvou jeskynních ložisek datovaných do pleistocénu, z nichž jedno se nachází v provincii Chimbu (Nombe Rockshelter) a druhé na poloostrově Ptačí hlava. Roku 1983 byly určité kosterní pozůstatky z jeskyně Nombe přiřazeny novému druhu D. noibano, alternativně je tento druh klasifikován jako konspecifický s D. dorianus.
Samotný důvod přechodu klokanů na stromový způsob života souvisí s klimatickými a geografickými změnami, které postihly australský kontinent od miocénu, tedy v průběhu posledních zhruba 25 milionů let. V tuto dobu již Austrálie představovala izolovaný kontinent, jenž se po oddělení od Antarktidy postupně pohyboval směrem na sever. Původní gondwanské pralesy, jejichž poslední zbytky přetrvávají na východě kontinentu, byly vlivem vysušování klimatu nahrazovány suchomilnou vegetací. Během středního miocénu začala být Austrálie kolonizována flórou blízké orientální oblasti, především na severu kontinentu, kam je také kladen předpokládaný původ stromových klokanů.
Za sesterskou skupinu klokanů rodu Dendrolagus jsou pokládáni klokani rodu Petrogale. Jde o vačnatce specializované na život ve skalnatém terénu, kteří prodělali rapidní evoluční radiaci a dnes jsou v mnoha druzích rozšířeni napříč celou Austrálií. Poslední společný předek obou těchto rodů žil podle odhadů před asi 10 miliony lety v průběhu miocénu. Rod Bohra může představovat evoluční mezičlánek mezi pozemními a stromovými formami, jednalo se také spíše o zvíře polopouštních a suchých lesů pozdního kenozoika. Molekulárně-fylogenetická analýza z roku 2018 předpokládá, že rod Dendrolagus následně prošel dvěma vlnami adaptivní radiace. První proběhla během pozdního miocénu a raného pliocénu před 7,1 až 4,7 miliony lety a druhá během pozdního pliocénu až raného pleistocénu před 3–1,3 miliony lety.
Je pravděpodobné, že stromoví klokani podstoupili první diverzifikaci v Austrálii a následně přes pevninský most pronikli na Novou Guineu. Zatímco dnes žijí v Austrálii pouze dva druhy stromových klokanů, historicky zde zřejmě existovalo větší množství druhů, které však postupně vyhynuly v důsledku postupující aridizace, konkurence ze strany jiných stromových zvířat, možná i kvůli vlivu prvních lidí, kteří do Austrálie v průběhu pleistocénu pronikli. Tyto závěry jsou podpořeny i fyzickými důkazy. Na hoře Etna v Queenslandu byly objeveny pozůstatky stromových klokanů datované do středního pleistocénu, a to včetně zástupců odvozené „krátkonohé skupiny“, jež dnes přežívá výlučně na Nové Guineji. Na základě toho lze vyvozovat buďto původní větší druhovou bohatost stromových klokanů v Austrálii, anebo alternativně zpětnou kolonizaci Austrálie z Nové Guineje.
Druhá vlna diverzifikace se týkala jak původu dnešních australských druhů, tak obzvláště rozrůznění novoguinejských zástupců. Speciace probíhaly alopatricky, pohánělo je vyzdvižení Centrálního pohoří a poloostrova Huon, stejně jako pravidelné cyklické změny klimatu, jež vedly k roztříštění lesních stanovišť. Překvapující je zároveň fakt, že některé novoguinejské druhy se v průběhu evoluce opět více či méně adaptovaly na pozemský život: nejmarkantněji je tento trend pozorovatelný u klokana dingiso. Studie z roku 2018, která však nezískala genetický materiál ze všech klasifikovaných taxonů, identifikovala na Nové Guineji celkem pět evolučních linií. Kladogram doprovázející studii je vyobrazen níže, přičemž zároveň respektuje druhový status na základě tabulky v kapitole systematika:
|  | D. notatus                                                  |
|  |                                                             |
|  | \| \| D. stellarum \| \| \| \| \| \| D. scottae \| \| \| \| |
|  |                                                             |
|  | D. stellarum                                                |
|  |                                                             |
|  | D. scottae                                                  |
|  |                                                             |

|  | D. stellarum |
|  |              |
|  | D. scottae   |
|  |              |

|  | D. notatus                                                  |
|  |                                                             |
|  | \| \| D. stellarum \| \| \| \| \| \| D. scottae \| \| \| \| |
|  |                                                             |
|  | D. stellarum                                                |
|  |                                                             |
|  | D. scottae                                                  |
|  |                                                             |

|  | D. stellarum |
|  |              |
|  | D. scottae   |
|  |              |

|  | D. notatus                                                  |
|  |                                                             |
|  | \| \| D. stellarum \| \| \| \| \| \| D. scottae \| \| \| \| |
|  |                                                             |
|  | D. stellarum                                                |
|  |                                                             |
|  | D. scottae                                                  |
|  |                                                             |

|  | D. stellarum |
|  |              |
|  | D. scottae   |
|  |              |

|  | D. notatus                                                  |
|  |                                                             |
|  | \| \| D. stellarum \| \| \| \| \| \| D. scottae \| \| \| \| |
|  |                                                             |
|  | D. stellarum                                                |
|  |                                                             |
|  | D. scottae                                                  |
|  |                                                             |

|  | D. stellarum |
|  |              |
|  | D. scottae   |
|  |              |

|  | D. notatus                                                  |
|  |                                                             |
|  | \| \| D. stellarum \| \| \| \| \| \| D. scottae \| \| \| \| |
|  |                                                             |
|  | D. stellarum                                                |
|  |                                                             |
|  | D. scottae                                                  |
|  |                                                             |

|  | D. stellarum |
|  |              |
|  | D. scottae   |
|  |              |

|  | D. notatus                                                  |
|  |                                                             |
|  | \| \| D. stellarum \| \| \| \| \| \| D. scottae \| \| \| \| |
|  |                                                             |
|  | D. stellarum                                                |
|  |                                                             |
|  | D. scottae                                                  |
|  |                                                             |

|  | D. stellarum |
|  |              |
|  | D. scottae   |
|  |              |

|  | D. notatus                                                  |
|  |                                                             |
|  | \| \| D. stellarum \| \| \| \| \| \| D. scottae \| \| \| \| |
|  |                                                             |
|  | D. stellarum                                                |
|  |                                                             |
|  | D. scottae                                                  |
|  |                                                             |

|  | D. stellarum |
|  |              |
|  | D. scottae   |
|  |              |

|  | D. notatus                                                  |
|  |                                                             |
|  | \| \| D. stellarum \| \| \| \| \| \| D. scottae \| \| \| \| |
|  |                                                             |
|  | D. stellarum                                                |
|  |                                                             |
|  | D. scottae                                                  |
|  |                                                             |

|  | D. stellarum |
|  |              |
|  | D. scottae   |
|  |              |

|  | D. pulcherrimus                                            |
|  |                                                            |
|  | \| \| D. matschiei \| \| \| \| \| \| D. spadix \| \| \| \| |
|  |                                                            |
|  | D. matschiei                                               |
|  |                                                            |
|  | D. spadix                                                  |
|  |                                                            |

|  | D. matschiei |
|  |              |
|  | D. spadix    |
|  |              |

|  | D. pulcherrimus                                            |
|  |                                                            |
|  | \| \| D. matschiei \| \| \| \| \| \| D. spadix \| \| \| \| |
|  |                                                            |
|  | D. matschiei                                               |
|  |                                                            |
|  | D. spadix                                                  |
|  |                                                            |

|  | D. matschiei |
|  |              |
|  | D. spadix    |
|  |              |

|  | D. notatus                                                  |
|  |                                                             |
|  | \| \| D. stellarum \| \| \| \| \| \| D. scottae \| \| \| \| |
|  |                                                             |
|  | D. stellarum                                                |
|  |                                                             |
|  | D. scottae                                                  |
|  |                                                             |

|  | D. stellarum |
|  |              |
|  | D. scottae   |
|  |              |

|  | D. notatus                                                  |
|  |                                                             |
|  | \| \| D. stellarum \| \| \| \| \| \| D. scottae \| \| \| \| |
|  |                                                             |
|  | D. stellarum                                                |
|  |                                                             |
|  | D. scottae                                                  |
|  |                                                             |

|  | D. stellarum |
|  |              |
|  | D. scottae   |
|  |              |

|  | D. notatus                                                  |
|  |                                                             |
|  | \| \| D. stellarum \| \| \| \| \| \| D. scottae \| \| \| \| |
|  |                                                             |
|  | D. stellarum                                                |
|  |                                                             |
|  | D. scottae                                                  |
|  |                                                             |

|  | D. stellarum |
|  |              |
|  | D. scottae   |
|  |              |

|  | D. notatus                                                  |
|  |                                                             |
|  | \| \| D. stellarum \| \| \| \| \| \| D. scottae \| \| \| \| |
|  |                                                             |
|  | D. stellarum                                                |
|  |                                                             |
|  | D. scottae                                                  |
|  |                                                             |

|  | D. stellarum |
|  |              |
|  | D. scottae   |
|  |              |

|  | D. notatus                                                  |
|  |                                                             |
|  | \| \| D. stellarum \| \| \| \| \| \| D. scottae \| \| \| \| |
|  |                                                             |
|  | D. stellarum                                                |
|  |                                                             |
|  | D. scottae                                                  |
|  |                                                             |

|  | D. stellarum |
|  |              |
|  | D. scottae   |
|  |              |

|  | D. notatus                                                  |
|  |                                                             |
|  | \| \| D. stellarum \| \| \| \| \| \| D. scottae \| \| \| \| |
|  |                                                             |
|  | D. stellarum                                                |
|  |                                                             |
|  | D. scottae                                                  |
|  |                                                             |

|  | D. stellarum |
|  |              |
|  | D. scottae   |
|  |              |

|  | D. notatus                                                  |
|  |                                                             |
|  | \| \| D. stellarum \| \| \| \| \| \| D. scottae \| \| \| \| |
|  |                                                             |
|  | D. stellarum                                                |
|  |                                                             |
|  | D. scottae                                                  |
|  |                                                             |

|  | D. stellarum |
|  |              |
|  | D. scottae   |
|  |              |

|  | D. notatus                                                  |
|  |                                                             |
|  | \| \| D. stellarum \| \| \| \| \| \| D. scottae \| \| \| \| |
|  |                                                             |
|  | D. stellarum                                                |
|  |                                                             |
|  | D. scottae                                                  |
|  |                                                             |

|  | D. stellarum |
|  |              |
|  | D. scottae   |
|  |              |

|  | D. pulcherrimus                                            |
|  |                                                            |
|  | \| \| D. matschiei \| \| \| \| \| \| D. spadix \| \| \| \| |
|  |                                                            |
|  | D. matschiei                                               |
|  |                                                            |
|  | D. spadix                                                  |
|  |                                                            |

|  | D. matschiei |
|  |              |
|  | D. spadix    |
|  |              |

|  | D. pulcherrimus                                            |
|  |                                                            |
|  | \| \| D. matschiei \| \| \| \| \| \| D. spadix \| \| \| \| |
|  |                                                            |
|  | D. matschiei                                               |
|  |                                                            |
|  | D. spadix                                                  |
|  |                                                            |

|  | D. matschiei |
|  |              |
|  | D. spadix    |
|  |              |

|  | D. notatus                                                  |
|  |                                                             |
|  | \| \| D. stellarum \| \| \| \| \| \| D. scottae \| \| \| \| |
|  |                                                             |
|  | D. stellarum                                                |
|  |                                                             |
|  | D. scottae                                                  |
|  |                                                             |

|  | D. stellarum |
|  |              |
|  | D. scottae   |
|  |              |

|  | D. notatus                                                  |
|  |                                                             |
|  | \| \| D. stellarum \| \| \| \| \| \| D. scottae \| \| \| \| |
|  |                                                             |
|  | D. stellarum                                                |
|  |                                                             |
|  | D. scottae                                                  |
|  |                                                             |

|  | D. stellarum |
|  |              |
|  | D. scottae   |
|  |              |

|  | D. notatus                                                  |
|  |                                                             |
|  | \| \| D. stellarum \| \| \| \| \| \| D. scottae \| \| \| \| |
|  |                                                             |
|  | D. stellarum                                                |
|  |                                                             |
|  | D. scottae                                                  |
|  |                                                             |

|  | D. stellarum |
|  |              |
|  | D. scottae   |
|  |              |

|  | D. notatus                                                  |
|  |                                                             |
|  | \| \| D. stellarum \| \| \| \| \| \| D. scottae \| \| \| \| |
|  |                                                             |
|  | D. stellarum                                                |
|  |                                                             |
|  | D. scottae                                                  |
|  |                                                             |

|  | D. stellarum |
|  |              |
|  | D. scottae   |
|  |              |

|  | D. notatus                                                  |
|  |                                                             |
|  | \| \| D. stellarum \| \| \| \| \| \| D. scottae \| \| \| \| |
|  |                                                             |
|  | D. stellarum                                                |
|  |                                                             |
|  | D. scottae                                                  |
|  |                                                             |

|  | D. stellarum |
|  |              |
|  | D. scottae   |
|  |              |

|  | D. notatus                                                  |
|  |                                                             |
|  | \| \| D. stellarum \| \| \| \| \| \| D. scottae \| \| \| \| |
|  |                                                             |
|  | D. stellarum                                                |
|  |                                                             |
|  | D. scottae                                                  |
|  |                                                             |

|  | D. stellarum |
|  |              |
|  | D. scottae   |
|  |              |

|  | D. notatus                                                  |
|  |                                                             |
|  | \| \| D. stellarum \| \| \| \| \| \| D. scottae \| \| \| \| |
|  |                                                             |
|  | D. stellarum                                                |
|  |                                                             |
|  | D. scottae                                                  |
|  |                                                             |

|  | D. stellarum |
|  |              |
|  | D. scottae   |
|  |              |

|  | D. notatus                                                  |
|  |                                                             |
|  | \| \| D. stellarum \| \| \| \| \| \| D. scottae \| \| \| \| |
|  |                                                             |
|  | D. stellarum                                                |
|  |                                                             |
|  | D. scottae                                                  |
|  |                                                             |

|  | D. stellarum |
|  |              |
|  | D. scottae   |
|  |              |

|  | D. pulcherrimus                                            |
|  |                                                            |
|  | \| \| D. matschiei \| \| \| \| \| \| D. spadix \| \| \| \| |
|  |                                                            |
|  | D. matschiei                                               |
|  |                                                            |
|  | D. spadix                                                  |
|  |                                                            |

|  | D. matschiei |
|  |              |
|  | D. spadix    |
|  |              |

|  | D. pulcherrimus                                            |
|  |                                                            |
|  | \| \| D. matschiei \| \| \| \| \| \| D. spadix \| \| \| \| |
|  |                                                            |
|  | D. matschiei                                               |
|  |                                                            |
|  | D. spadix                                                  |
|  |                                                            |

|  | D. matschiei |
|  |              |
|  | D. spadix    |
|  |              |

|  | D. notatus                                                  |
|  |                                                             |
|  | \| \| D. stellarum \| \| \| \| \| \| D. scottae \| \| \| \| |
|  |                                                             |
|  | D. stellarum                                                |
|  |                                                             |
|  | D. scottae                                                  |
|  |                                                             |

|  | D. stellarum |
|  |              |
|  | D. scottae   |
|  |              |

|  | D. notatus                                                  |
|  |                                                             |
|  | \| \| D. stellarum \| \| \| \| \| \| D. scottae \| \| \| \| |
|  |                                                             |
|  | D. stellarum                                                |
|  |                                                             |
|  | D. scottae                                                  |
|  |                                                             |

|  | D. stellarum |
|  |              |
|  | D. scottae   |
|  |              |

|  | D. notatus                                                  |
|  |                                                             |
|  | \| \| D. stellarum \| \| \| \| \| \| D. scottae \| \| \| \| |
|  |                                                             |
|  | D. stellarum                                                |
|  |                                                             |
|  | D. scottae                                                  |
|  |                                                             |

|  | D. stellarum |
|  |              |
|  | D. scottae   |
|  |              |

|  | D. notatus                                                  |
|  |                                                             |
|  | \| \| D. stellarum \| \| \| \| \| \| D. scottae \| \| \| \| |
|  |                                                             |
|  | D. stellarum                                                |
|  |                                                             |
|  | D. scottae                                                  |
|  |                                                             |

|  | D. stellarum |
|  |              |
|  | D. scottae   |
|  |              |

|  | D. notatus                                                  |
|  |                                                             |
|  | \| \| D. stellarum \| \| \| \| \| \| D. scottae \| \| \| \| |
|  |                                                             |
|  | D. stellarum                                                |
|  |                                                             |
|  | D. scottae                                                  |
|  |                                                             |

|  | D. stellarum |
|  |              |
|  | D. scottae   |
|  |              |

|  | D. notatus                                                  |
|  |                                                             |
|  | \| \| D. stellarum \| \| \| \| \| \| D. scottae \| \| \| \| |
|  |                                                             |
|  | D. stellarum                                                |
|  |                                                             |
|  | D. scottae                                                  |
|  |                                                             |

|  | D. stellarum |
|  |              |
|  | D. scottae   |
|  |              |

|  | D. notatus                                                  |
|  |                                                             |
|  | \| \| D. stellarum \| \| \| \| \| \| D. scottae \| \| \| \| |
|  |                                                             |
|  | D. stellarum                                                |
|  |                                                             |
|  | D. scottae                                                  |
|  |                                                             |

|  | D. stellarum |
|  |              |
|  | D. scottae   |
|  |              |

|  | D. notatus                                                  |
|  |                                                             |
|  | \| \| D. stellarum \| \| \| \| \| \| D. scottae \| \| \| \| |
|  |                                                             |
|  | D. stellarum                                                |
|  |                                                             |
|  | D. scottae                                                  |
|  |                                                             |

|  | D. stellarum |
|  |              |
|  | D. scottae   |
|  |              |

|  | D. pulcherrimus                                            |
|  |                                                            |
|  | \| \| D. matschiei \| \| \| \| \| \| D. spadix \| \| \| \| |
|  |                                                            |
|  | D. matschiei                                               |
|  |                                                            |
|  | D. spadix                                                  |
|  |                                                            |

|  | D. matschiei |
|  |              |
|  | D. spadix    |
|  |              |

|  | D. pulcherrimus                                            |
|  |                                                            |
|  | \| \| D. matschiei \| \| \| \| \| \| D. spadix \| \| \| \| |
|  |                                                            |
|  | D. matschiei                                               |
|  |                                                            |
|  | D. spadix                                                  |
|  |                                                            |

|  | D. matschiei |
|  |              |
|  | D. spadix    |
|  |              |

|  | D. bennettianus |
|  |                 |
|  | D. lumholtzi    |
|  |                 |

|  | D. notatus                                                  |
|  |                                                             |
|  | \| \| D. stellarum \| \| \| \| \| \| D. scottae \| \| \| \| |
|  |                                                             |
|  | D. stellarum                                                |
|  |                                                             |
|  | D. scottae                                                  |
|  |                                                             |

|  | D. stellarum |
|  |              |
|  | D. scottae   |
|  |              |

|  | D. notatus                                                  |
|  |                                                             |
|  | \| \| D. stellarum \| \| \| \| \| \| D. scottae \| \| \| \| |
|  |                                                             |
|  | D. stellarum                                                |
|  |                                                             |
|  | D. scottae                                                  |
|  |                                                             |

|  | D. stellarum |
|  |              |
|  | D. scottae   |
|  |              |

|  | D. notatus                                                  |
|  |                                                             |
|  | \| \| D. stellarum \| \| \| \| \| \| D. scottae \| \| \| \| |
|  |                                                             |
|  | D. stellarum                                                |
|  |                                                             |
|  | D. scottae                                                  |
|  |                                                             |

|  | D. stellarum |
|  |              |
|  | D. scottae   |
|  |              |

|  | D. notatus                                                  |
|  |                                                             |
|  | \| \| D. stellarum \| \| \| \| \| \| D. scottae \| \| \| \| |
|  |                                                             |
|  | D. stellarum                                                |
|  |                                                             |
|  | D. scottae                                                  |
|  |                                                             |

|  | D. stellarum |
|  |              |
|  | D. scottae   |
|  |              |

|  | D. notatus                                                  |
|  |                                                             |
|  | \| \| D. stellarum \| \| \| \| \| \| D. scottae \| \| \| \| |
|  |                                                             |
|  | D. stellarum                                                |
|  |                                                             |
|  | D. scottae                                                  |
|  |                                                             |

|  | D. stellarum |
|  |              |
|  | D. scottae   |
|  |              |

|  | D. notatus                                                  |
|  |                                                             |
|  | \| \| D. stellarum \| \| \| \| \| \| D. scottae \| \| \| \| |
|  |                                                             |
|  | D. stellarum                                                |
|  |                                                             |
|  | D. scottae                                                  |
|  |                                                             |

|  | D. stellarum |
|  |              |
|  | D. scottae   |
|  |              |

|  | D. notatus                                                  |
|  |                                                             |
|  | \| \| D. stellarum \| \| \| \| \| \| D. scottae \| \| \| \| |
|  |                                                             |
|  | D. stellarum                                                |
|  |                                                             |
|  | D. scottae                                                  |
|  |                                                             |

|  | D. stellarum |
|  |              |
|  | D. scottae   |
|  |              |

|  | D. notatus                                                  |
|  |                                                             |
|  | \| \| D. stellarum \| \| \| \| \| \| D. scottae \| \| \| \| |
|  |                                                             |
|  | D. stellarum                                                |
|  |                                                             |
|  | D. scottae                                                  |
|  |                                                             |

|  | D. stellarum |
|  |              |
|  | D. scottae   |
|  |              |

|  | D. pulcherrimus                                            |
|  |                                                            |
|  | \| \| D. matschiei \| \| \| \| \| \| D. spadix \| \| \| \| |
|  |                                                            |
|  | D. matschiei                                               |
|  |                                                            |
|  | D. spadix                                                  |
|  |                                                            |

|  | D. matschiei |
|  |              |
|  | D. spadix    |
|  |              |

|  | D. pulcherrimus                                            |
|  |                                                            |
|  | \| \| D. matschiei \| \| \| \| \| \| D. spadix \| \| \| \| |
|  |                                                            |
|  | D. matschiei                                               |
|  |                                                            |
|  | D. spadix                                                  |
|  |                                                            |

|  | D. matschiei |
|  |              |
|  | D. spadix    |
|  |              |

|  | D. notatus                                                  |
|  |                                                             |
|  | \| \| D. stellarum \| \| \| \| \| \| D. scottae \| \| \| \| |
|  |                                                             |
|  | D. stellarum                                                |
|  |                                                             |
|  | D. scottae                                                  |
|  |                                                             |

|  | D. stellarum |
|  |              |
|  | D. scottae   |
|  |              |

|  | D. notatus                                                  |
|  |                                                             |
|  | \| \| D. stellarum \| \| \| \| \| \| D. scottae \| \| \| \| |
|  |                                                             |
|  | D. stellarum                                                |
|  |                                                             |
|  | D. scottae                                                  |
|  |                                                             |

|  | D. stellarum |
|  |              |
|  | D. scottae   |
|  |              |

|  | D. notatus                                                  |
|  |                                                             |
|  | \| \| D. stellarum \| \| \| \| \| \| D. scottae \| \| \| \| |
|  |                                                             |
|  | D. stellarum                                                |
|  |                                                             |
|  | D. scottae                                                  |
|  |                                                             |

|  | D. stellarum |
|  |              |
|  | D. scottae   |
|  |              |

|  | D. notatus                                                  |
|  |                                                             |
|  | \| \| D. stellarum \| \| \| \| \| \| D. scottae \| \| \| \| |
|  |                                                             |
|  | D. stellarum                                                |
|  |                                                             |
|  | D. scottae                                                  |
|  |                                                             |

|  | D. stellarum |
|  |              |
|  | D. scottae   |
|  |              |

|  | D. notatus                                                  |
|  |                                                             |
|  | \| \| D. stellarum \| \| \| \| \| \| D. scottae \| \| \| \| |
|  |                                                             |
|  | D. stellarum                                                |
|  |                                                             |
|  | D. scottae                                                  |
|  |                                                             |

|  | D. stellarum |
|  |              |
|  | D. scottae   |
|  |              |

|  | D. notatus                                                  |
|  |                                                             |
|  | \| \| D. stellarum \| \| \| \| \| \| D. scottae \| \| \| \| |
|  |                                                             |
|  | D. stellarum                                                |
|  |                                                             |
|  | D. scottae                                                  |
|  |                                                             |

|  | D. stellarum |
|  |              |
|  | D. scottae   |
|  |              |

|  | D. notatus                                                  |
|  |                                                             |
|  | \| \| D. stellarum \| \| \| \| \| \| D. scottae \| \| \| \| |
|  |                                                             |
|  | D. stellarum                                                |
|  |                                                             |
|  | D. scottae                                                  |
|  |                                                             |

|  | D. stellarum |
|  |              |
|  | D. scottae   |
|  |              |

|  | D. notatus                                                  |
|  |                                                             |
|  | \| \| D. stellarum \| \| \| \| \| \| D. scottae \| \| \| \| |
|  |                                                             |
|  | D. stellarum                                                |
|  |                                                             |
|  | D. scottae                                                  |
|  |                                                             |

|  | D. stellarum |
|  |              |
|  | D. scottae   |
|  |              |

|  | D. pulcherrimus                                            |
|  |                                                            |
|  | \| \| D. matschiei \| \| \| \| \| \| D. spadix \| \| \| \| |
|  |                                                            |
|  | D. matschiei                                               |
|  |                                                            |
|  | D. spadix                                                  |
|  |                                                            |

|  | D. matschiei |
|  |              |
|  | D. spadix    |
|  |              |

|  | D. pulcherrimus                                            |
|  |                                                            |
|  | \| \| D. matschiei \| \| \| \| \| \| D. spadix \| \| \| \| |
|  |                                                            |
|  | D. matschiei                                               |
|  |                                                            |
|  | D. spadix                                                  |
|  |                                                            |

|  | D. matschiei |
|  |              |
|  | D. spadix    |
|  |              |

|  | D. notatus                                                  |
|  |                                                             |
|  | \| \| D. stellarum \| \| \| \| \| \| D. scottae \| \| \| \| |
|  |                                                             |
|  | D. stellarum                                                |
|  |                                                             |
|  | D. scottae                                                  |
|  |                                                             |

|  | D. stellarum |
|  |              |
|  | D. scottae   |
|  |              |

|  | D. notatus                                                  |
|  |                                                             |
|  | \| \| D. stellarum \| \| \| \| \| \| D. scottae \| \| \| \| |
|  |                                                             |
|  | D. stellarum                                                |
|  |                                                             |
|  | D. scottae                                                  |
|  |                                                             |

|  | D. stellarum |
|  |              |
|  | D. scottae   |
|  |              |

|  | D. notatus                                                  |
|  |                                                             |
|  | \| \| D. stellarum \| \| \| \| \| \| D. scottae \| \| \| \| |
|  |                                                             |
|  | D. stellarum                                                |
|  |                                                             |
|  | D. scottae                                                  |
|  |                                                             |

|  | D. stellarum |
|  |              |
|  | D. scottae   |
|  |              |

|  | D. notatus                                                  |
|  |                                                             |
|  | \| \| D. stellarum \| \| \| \| \| \| D. scottae \| \| \| \| |
|  |                                                             |
|  | D. stellarum                                                |
|  |                                                             |
|  | D. scottae                                                  |
|  |                                                             |

|  | D. stellarum |
|  |              |
|  | D. scottae   |
|  |              |

|  | D. notatus                                                  |
|  |                                                             |
|  | \| \| D. stellarum \| \| \| \| \| \| D. scottae \| \| \| \| |
|  |                                                             |
|  | D. stellarum                                                |
|  |                                                             |
|  | D. scottae                                                  |
|  |                                                             |

|  | D. stellarum |
|  |              |
|  | D. scottae   |
|  |              |

|  | D. notatus                                                  |
|  |                                                             |
|  | \| \| D. stellarum \| \| \| \| \| \| D. scottae \| \| \| \| |
|  |                                                             |
|  | D. stellarum                                                |
|  |                                                             |
|  | D. scottae                                                  |
|  |                                                             |

|  | D. stellarum |
|  |              |
|  | D. scottae   |
|  |              |

|  | D. notatus                                                  |
|  |                                                             |
|  | \| \| D. stellarum \| \| \| \| \| \| D. scottae \| \| \| \| |
|  |                                                             |
|  | D. stellarum                                                |
|  |                                                             |
|  | D. scottae                                                  |
|  |                                                             |

|  | D. stellarum |
|  |              |
|  | D. scottae   |
|  |              |

|  | D. notatus                                                  |
|  |                                                             |
|  | \| \| D. stellarum \| \| \| \| \| \| D. scottae \| \| \| \| |
|  |                                                             |
|  | D. stellarum                                                |
|  |                                                             |
|  | D. scottae                                                  |
|  |                                                             |

|  | D. stellarum |
|  |              |
|  | D. scottae   |
|  |              |

|  | D. pulcherrimus                                            |
|  |                                                            |
|  | \| \| D. matschiei \| \| \| \| \| \| D. spadix \| \| \| \| |
|  |                                                            |
|  | D. matschiei                                               |
|  |                                                            |
|  | D. spadix                                                  |
|  |                                                            |

|  | D. matschiei |
|  |              |
|  | D. spadix    |
|  |              |

|  | D. pulcherrimus                                            |
|  |                                                            |
|  | \| \| D. matschiei \| \| \| \| \| \| D. spadix \| \| \| \| |
|  |                                                            |
|  | D. matschiei                                               |
|  |                                                            |
|  | D. spadix                                                  |
|  |                                                            |

|  | D. matschiei |
|  |              |
|  | D. spadix    |
|  |              |

|  | D. notatus                                                  |
|  |                                                             |
|  | \| \| D. stellarum \| \| \| \| \| \| D. scottae \| \| \| \| |
|  |                                                             |
|  | D. stellarum                                                |
|  |                                                             |
|  | D. scottae                                                  |
|  |                                                             |

|  | D. stellarum |
|  |              |
|  | D. scottae   |
|  |              |

|  | D. notatus                                                  |
|  |                                                             |
|  | \| \| D. stellarum \| \| \| \| \| \| D. scottae \| \| \| \| |
|  |                                                             |
|  | D. stellarum                                                |
|  |                                                             |
|  | D. scottae                                                  |
|  |                                                             |

|  | D. stellarum |
|  |              |
|  | D. scottae   |
|  |              |

|  | D. notatus                                                  |
|  |                                                             |
|  | \| \| D. stellarum \| \| \| \| \| \| D. scottae \| \| \| \| |
|  |                                                             |
|  | D. stellarum                                                |
|  |                                                             |
|  | D. scottae                                                  |
|  |                                                             |

|  | D. stellarum |
|  |              |
|  | D. scottae   |
|  |              |

|  | D. notatus                                                  |
|  |                                                             |
|  | \| \| D. stellarum \| \| \| \| \| \| D. scottae \| \| \| \| |
|  |                                                             |
|  | D. stellarum                                                |
|  |                                                             |
|  | D. scottae                                                  |
|  |                                                             |

|  | D. stellarum |
|  |              |
|  | D. scottae   |
|  |              |

|  | D. notatus                                                  |
|  |                                                             |
|  | \| \| D. stellarum \| \| \| \| \| \| D. scottae \| \| \| \| |
|  |                                                             |
|  | D. stellarum                                                |
|  |                                                             |
|  | D. scottae                                                  |
|  |                                                             |

|  | D. stellarum |
|  |              |
|  | D. scottae   |
|  |              |

|  | D. notatus                                                  |
|  |                                                             |
|  | \| \| D. stellarum \| \| \| \| \| \| D. scottae \| \| \| \| |
|  |                                                             |
|  | D. stellarum                                                |
|  |                                                             |
|  | D. scottae                                                  |
|  |                                                             |

|  | D. stellarum |
|  |              |
|  | D. scottae   |
|  |              |

|  | D. notatus                                                  |
|  |                                                             |
|  | \| \| D. stellarum \| \| \| \| \| \| D. scottae \| \| \| \| |
|  |                                                             |
|  | D. stellarum                                                |
|  |                                                             |
|  | D. scottae                                                  |
|  |                                                             |

|  | D. stellarum |
|  |              |
|  | D. scottae   |
|  |              |

|  | D. notatus                                                  |
|  |                                                             |
|  | \| \| D. stellarum \| \| \| \| \| \| D. scottae \| \| \| \| |
|  |                                                             |
|  | D. stellarum                                                |
|  |                                                             |
|  | D. scottae                                                  |
|  |                                                             |

|  | D. stellarum |
|  |              |
|  | D. scottae   |
|  |              |

|  | D. pulcherrimus                                            |
|  |                                                            |
|  | \| \| D. matschiei \| \| \| \| \| \| D. spadix \| \| \| \| |
|  |                                                            |
|  | D. matschiei                                               |
|  |                                                            |
|  | D. spadix                                                  |
|  |                                                            |

|  | D. matschiei |
|  |              |
|  | D. spadix    |
|  |              |

|  | D. pulcherrimus                                            |
|  |                                                            |
|  | \| \| D. matschiei \| \| \| \| \| \| D. spadix \| \| \| \| |
|  |                                                            |
|  | D. matschiei                                               |
|  |                                                            |
|  | D. spadix                                                  |
|  |                                                            |

|  | D. matschiei |
|  |              |
|  | D. spadix    |
|  |              |

|  | D. bennettianus |
|  |                 |
|  | D. lumholtzi    |
|  |                 |

## Popis

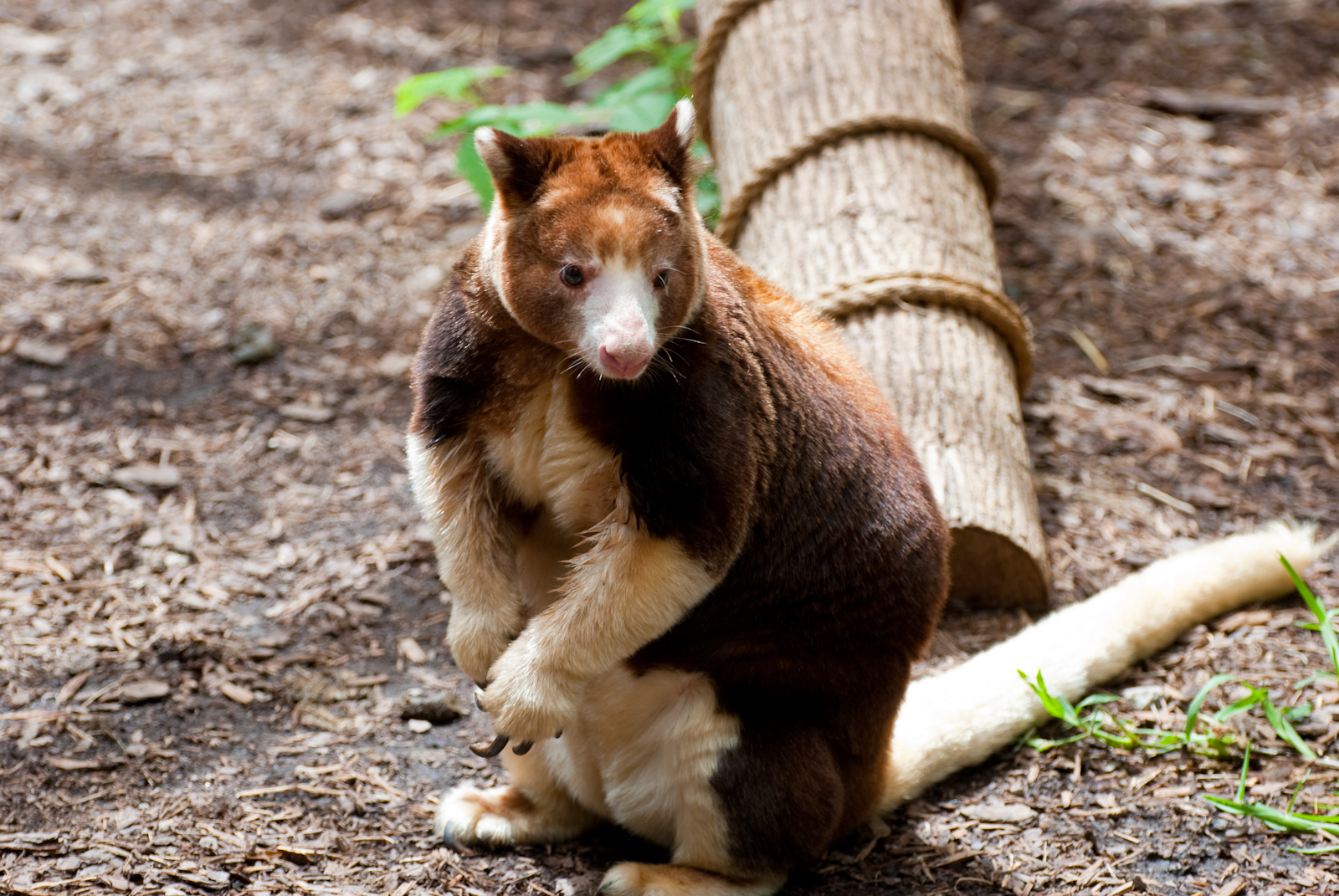
Klokan Matschieův (D. matschiei), živý jedinec

Stromoví klokani rodu Dendrolagus dosahují, v závislosti na druhu, délky těla asi 41–81 cm a délky ocasu asi 41–94 cm. Hmotnostní rozptyl činí asi 5,1–13,7 kg u australských druhů a 6,5–17 kg u novoguinejských druhů. V rámci tělesných rozměrů se neobjevuje výrazný pohlavní dimorfismus: výjimkou potvrzující pravidlo jsou klokan hnědý (D. inustus) a pralesní (D. bennettianus), u nichž jsou samice podstatně menší než samci.

Přechod na stromový způsob života vedl u stromových klokanů k řadě jedinečných adaptací, spojených s přestavbou původního tělního plánu klokanovitých, přizpůsobených skákavému pohybu v otevřeném terénu. Zatímco přední končetiny klokanů mají tendenci se v průběhu evoluce zkracovat, aby odlehčily přední polovině těla, u stromových klokanů naopak není mezi předními a zadními končetinami ve velikosti výrazný rozdíl. Přední končetiny jsou dobře osvalené, tlapy vybavené dlouhými hákovitými drápy a velkými polštářky pokrytými hrbolky. Obě tyto adaptace napomáhají šplhu ve větvích, nicméně umožňují i jemnější manipulaci s předměty.

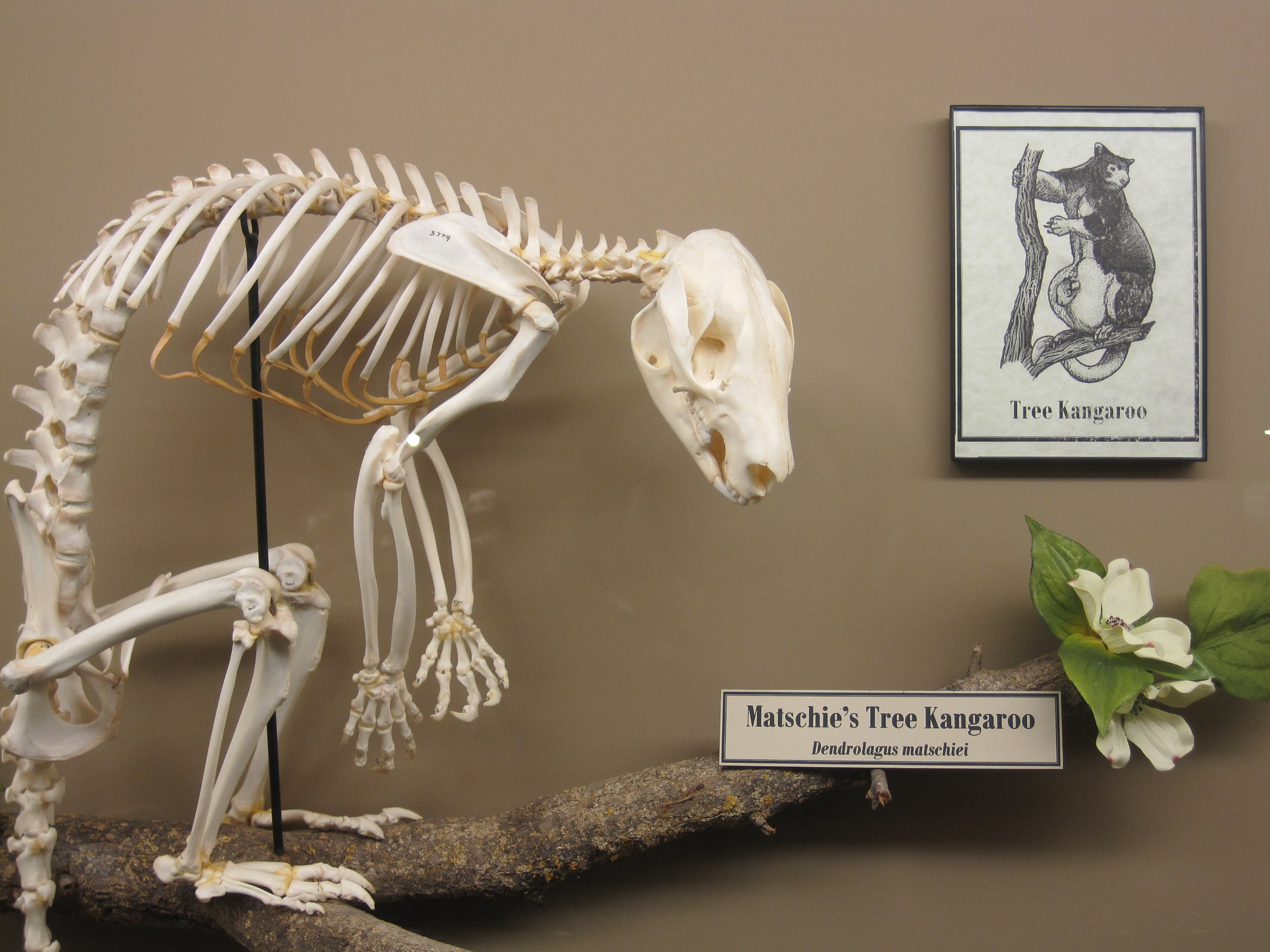
Klokan Matschieův (D. matschiei), kostra

Zadní končetiny zachovávají stavbu typickou pro jiné klokanovité. Čtvrtý a pátý prst jsou zvětšené, zatímco palec je zakrnělý a druhý a třetí prst jsou zmenšené a syndaktilní (srostlé). Chodidla jsou nicméně opět modifikována: bývají krátká, byť značně široká, opět s jedním velkým přilnavým polštářkem a mocnými drápy. Zadní končetiny se mohou pohybovat nezávisle na sobě a stavba kotníku umožňuje boční flexi. Klokan pralesní, hnědý a stromový (D. lumholtzi) si zachovávají stavbu pánevních končetin nejpodobnější svým pozemním předkům, zatímco u odvozenějších zástupců se objevuje evoluční trend spojený se zkracováním chodidel.
Délka ocasu mezi jednotlivými druhy značně variuje, přičemž lze pozorovat určitý evoluční trend v jeho zkracování. Zatímco u bazálních zástupců může být ocas dokonce delší než hlava a tělo, především zástupci druhové skupiny Doria nesou ocas asi o pětinu kratší, než měří zbytek jejich těla. Jde zřejmě o důsledek faktu, že tyto druhy opět více či méně přivykly pozemnímu způsobu života. Při pohybu ve stromoví může dlouhý ocas sloužit jako podpěra, ale zastává především funkci balančního orgánu. Ve srovnání s řadou jiných stromových zvířat však chybí schopnost úchopu.
Tělo pokrývá dlouhá srst, jež může mít v závislosti na druhu měkkou, či naopak drsnou texturu. Na zátylku a někdy i na hřbetě vyrůstá srst v opačném směru, což zřejmě slouží jako prostředek k odvádění vody v případě zmoknutí. Samotné zbarvení je napříč druhy značně rozmanité: zatímco pro klokana tmavého (D. scottae) nebo medvědího (D. ursinus) je typické spíše jednotně tmavé zbarvení hřbetu, klokan Matschieův (D. matschiei) a Goodfellowův (D. goodfellowi) naproti tomu patří k nejbarevnějším vačnatcům vůbec, s červeným nebo mahagonovým zbarvením hřbetu a výrazným žlutým osrstěním končetin, břicha a obličeje. Vyjma zbarvení těla se mezi jednotlivými druhy různí i barva a vzorování ocasu. Pozoruhodné zbarvení ocasu vykazují klokan stromový a pralesní: dospělci mají spodní plochu ocasu černou, ale svrchní polovina získává světlejší odstín, zatímco u ostatních savců tomu bývá právě naopak. „Obrácené“ zbarvení může mít adaptivní hodnotu: pokud klokan odpočívá, ocas si předsune pod tělo a mezi nohy. V této poloze světlejší plocha ocasu míří dolů, a možná tak přináší určité maskování při pohledu ze země. Samice stromových klokanů mají dobře vyvinutý vak a čtyři mléčné bradavky.

## Chování a ekologie

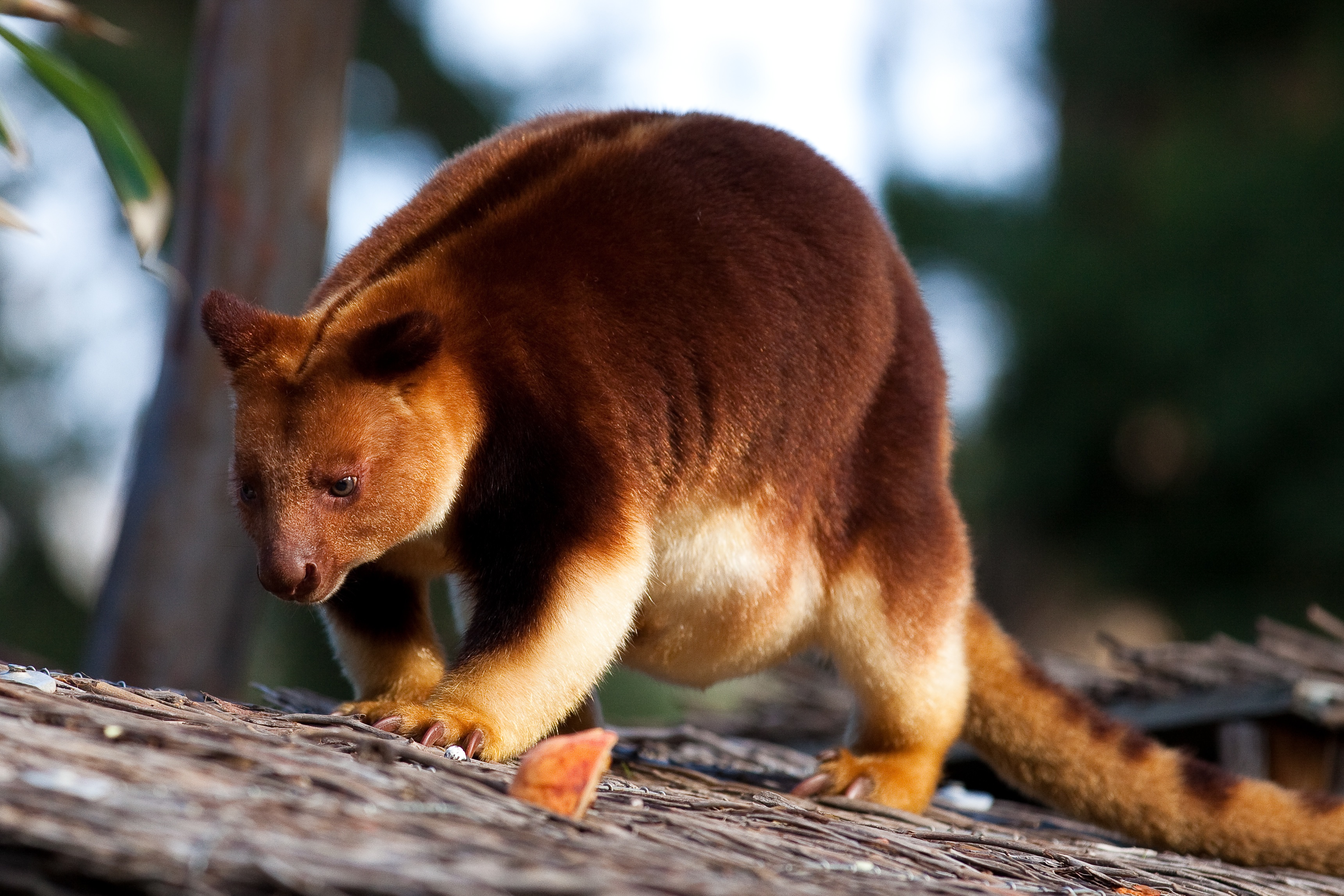
Klokan Goodfellowův při pohybu po čtyřech

Stromoví klokani patří mezi nejméně prostudované rody klokanovitých. Čtrnáct uznávaných druhů se vyskytuje na území severovýchodní Austrálie a na ostrově Nová Guinea, z toho pevninské druhy obývají sezónní deštné lesy, ostrovní druhy pak horské lesy ve středních až vysokých nadmořských výškách od 1 000 do 3 000 m n. m. Z důvodu skrytého způsobu života v odlehlých regionech je také chování novoguinejských zástupců vesměs zahaleno tajemstvím. Podrobnější informace existují k australským druhům, nicméně i v jejich případě došlo k publikování standardních vědeckých prací teprve v 80. letech 20. století, zatímco starší údaje jsou pouze neoficiální povahy.
Denní režim se liší v závislosti na jednotlivých druzích. Klokan pralesní a stromový jsou primárně nočními zvířaty, zatímco klokan Goodfellowův a klokan Dendrolagus stellarum patří mezi soumračné druhy – a klokan Matschieův nebo klokan tmavý se pak etablují mezi druhy s převážně denní aktivitou. Klokani rodu Dendrolagus se přizpůsobili životu ve stromovém patře. Jde o značně obratná zvířata, jimž nedělá problém rychlý pohyb mezi větvemi ani mnohametrové skoky na sousední stromy. Jsou rovněž schopna ze značných výšek seskakovat přímo do stromového podrostu – údajně dovedou tímto způsobem zdolat hloubku až 18 metrů, aniž by takový pád vedl ke zraněním.
Čas, jenž klokani rodu Dendrolagus tráví ve stromovém patře, stejně jako úroveň jejich obratnosti, se rovněž napříč jednotlivými druhy různí. Mezi zdatné lezce, kteří na stromech tráví velké množství času a na zem se vydávají většinou pouze v případě přesunu na sousední stromy, patří klokan Matschieův. Klokan stromový dělá čest svému jménu tím, že na stromech tráví až 99 % času. Především odvozenější novoguinejské linie, jako je klokan Doriův (D. dorianus), nicméně tráví podstatné množství času také na zemi a při šplhu působí oproti svým výše zmíněným příbuzným spíše nemotornějším dojmem. Na zemi se stromoví klokani pohybují buďto po dvou (klokan hnědý či stromový), po čtyřech (klokan Matschieův či Doriův), anebo kombinují oba způsoby lokomoce (klokan medvědí). Při bipedním pohybu se nejedná o tak zdatné skokany, jakými jsou velcí pozemní klokani, maximální rychlost nepřesahuje 30 km/h. Ocas zůstává zdvižen v poloze připomínající znaménko otazník – případně je pasivně vlečen za tělem, zvláště jsou-li zvířata něčím poplašena.

### Potrava

Krmící se klokan dingiso (D. mbaiso)

Stromoví klokani ve svém přirozeném prostředí zaplňují ekologickou niku stromových opic, které nikdy nepronikly východně od Wallacey. Evoluční tlaky poháněné novou ekologickou rolí vedly k tomu, že předkové stromových klokanů opustili život pasoucích se zvířat a přešli na pestřejší paletu potravy deštných lesů. Protože velkou část jídelníčku tvoří listí, objevuje se řada adaptací spojených se zpracováním a trávením této potravy. Celkový zubní vzorec se od ostatních klokanovitých znatelně neliší, zůstává zachován i typický diprotodontní počet řezáků dolní čelisti. Premoláry však mají oproti premolárům pozemních klokanů větší počet složitě tvarovaných hrbolků a střižných lišt, objevujících se zvláště u evolučně odvozených druhů. Stoličky mají naopak nezvykle nízkou korunku; jde o důsledek opuštění travin jako hlavního zdroje potravy, neboť listy neobsahují vysoké množství křemičitanů s výrazným abrazivním efektem. Trávicí soustava se podobá trávicí soustavě přežvýkavců, žaludek je několikadílný, přičemž trávení rostlinné potravy napomáhá mikrobiální fermentace. Některé druhy klokanů, jako je klokan Matschieův, si v trávicí soustavě vydržují symbiotické hlístice, které jim pomáhají trávit část střevního obsahu, a navíc produkují zužitkovatelné energeticky bohaté sloučeniny, jako je laktát, propionát, acetát a sukcinát.

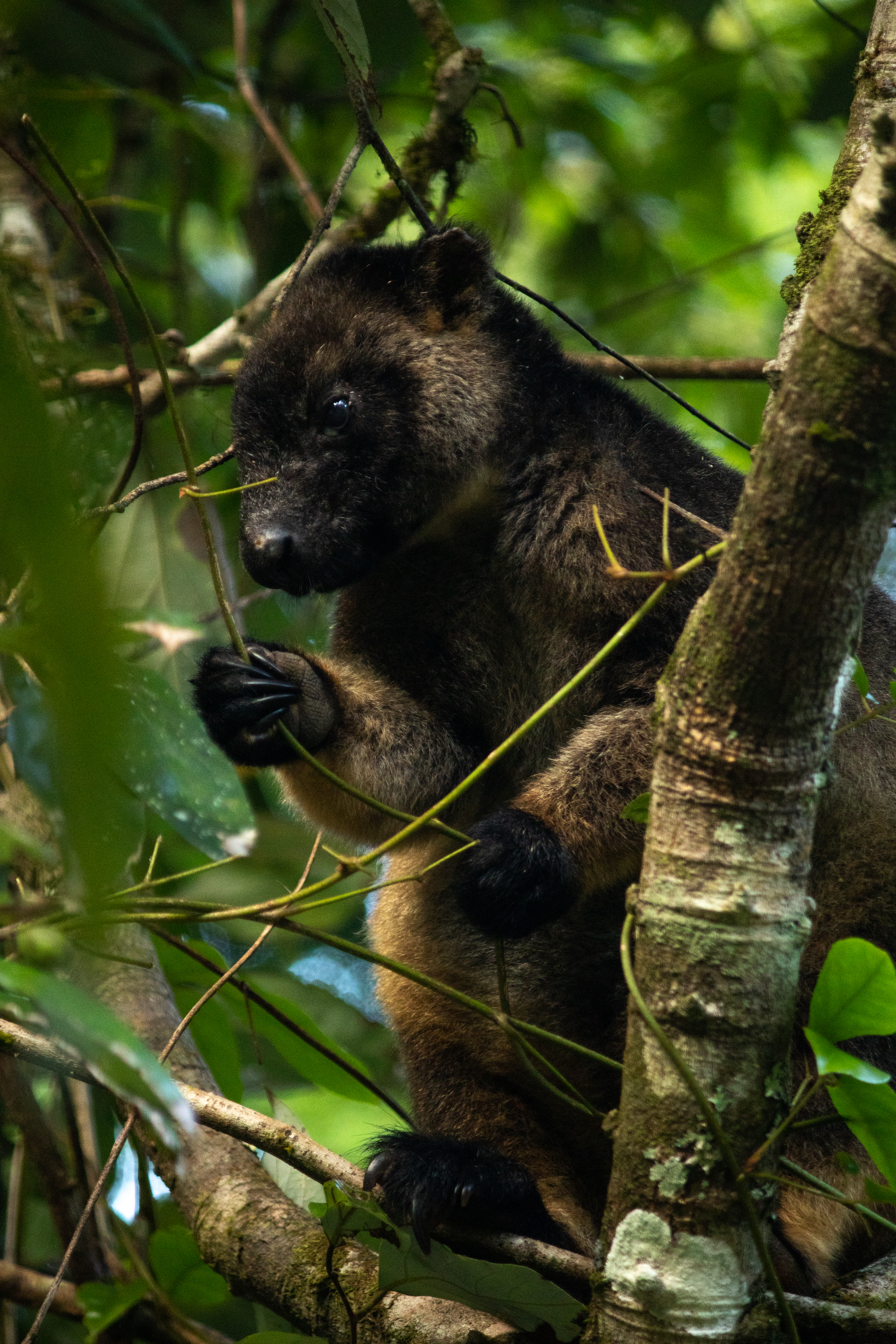
Klokan stromový si svou přední tlapou přidržuje konzumovanou potravu

Vyjma listů zahrnuje strava stromových klokanů i ovoce (včetně plodů sbíraných z podrostu) a další rostlinné složky, jako jsou květy, míza, stromová kůra, kapraďorosty či popínavé rostliny. Co se týče stravy ve volné přírodě, terénní studie jsou z tohoto pohledu relativně chudé, a zvláště v případě novoguinejských druhů se informace o jejich jídelníčku skládají především z pozorování v zajetí, dílem pak z kusých informací od sběratelů, přírodovědců a místních lovců. Podrobnější ekologické studie byly vypracovány pro oba australské druhy: klokana pralesního a stromového. Z nich mj. vyplývá, že se v obou případech jedná o potravní generalisty, jimž potravu poskytuje alespoň 30 druhů rostlin z četných rostlinných čeledí (ledvinovníkovité, vavřínovité, svlačcovité, tykvovité, hlošinovité, pryšcovité, morušovníkovité, muškátovníkovité, mýdelníkovité, kořenovníkovité, zederachovité aj.). V případě klokana stromového bylo zjištěno, že se živí i plevelnou liborou měnivou (Lantana camara), která je pro řadu dalších býložravých savců jedovatá.
Zajímavostí je, že se stromoví klokani částečně krmí i masožravě: především ze zajetí pocházejí zprávy o tom, kdy oportunisticky polapili a zabili zvířata, jež se jim dostala do chovného prostoru, a to včetně některých hadů nebo ptáků (tabon lesní, holoubek vlnkovaný). Je možné, že je jim toto chování vlastní i ve volné přírodě, kde jim např. ptačí holátka mohou poskytovat vítaný zdroj živočišných bílkovin.
Mezi jednotlivými druhy se různí i způsob, jakým přijímají potravu. Navzdory tomu, že jejich přední tlapy nesou mohutné drápy, zachovávají si i úchopovou a manipulační funkci. Klokan hnědý potravu sbírá tlamou a teprve posléze si při její konzumaci pomáhá tlapami; naopak klokan Matschieův, Doriův či Goodfellowův k úchopu využívají tlapy přímo. Některé druhy si jídlo přidržují obouručně (klokan hnědý), jiné pouze jednou rukou (klokan Matschieův a Doriův), klokani stromoví využívají oba způsoby podle aktuální situace.

### Sociální struktura a rozmnožování

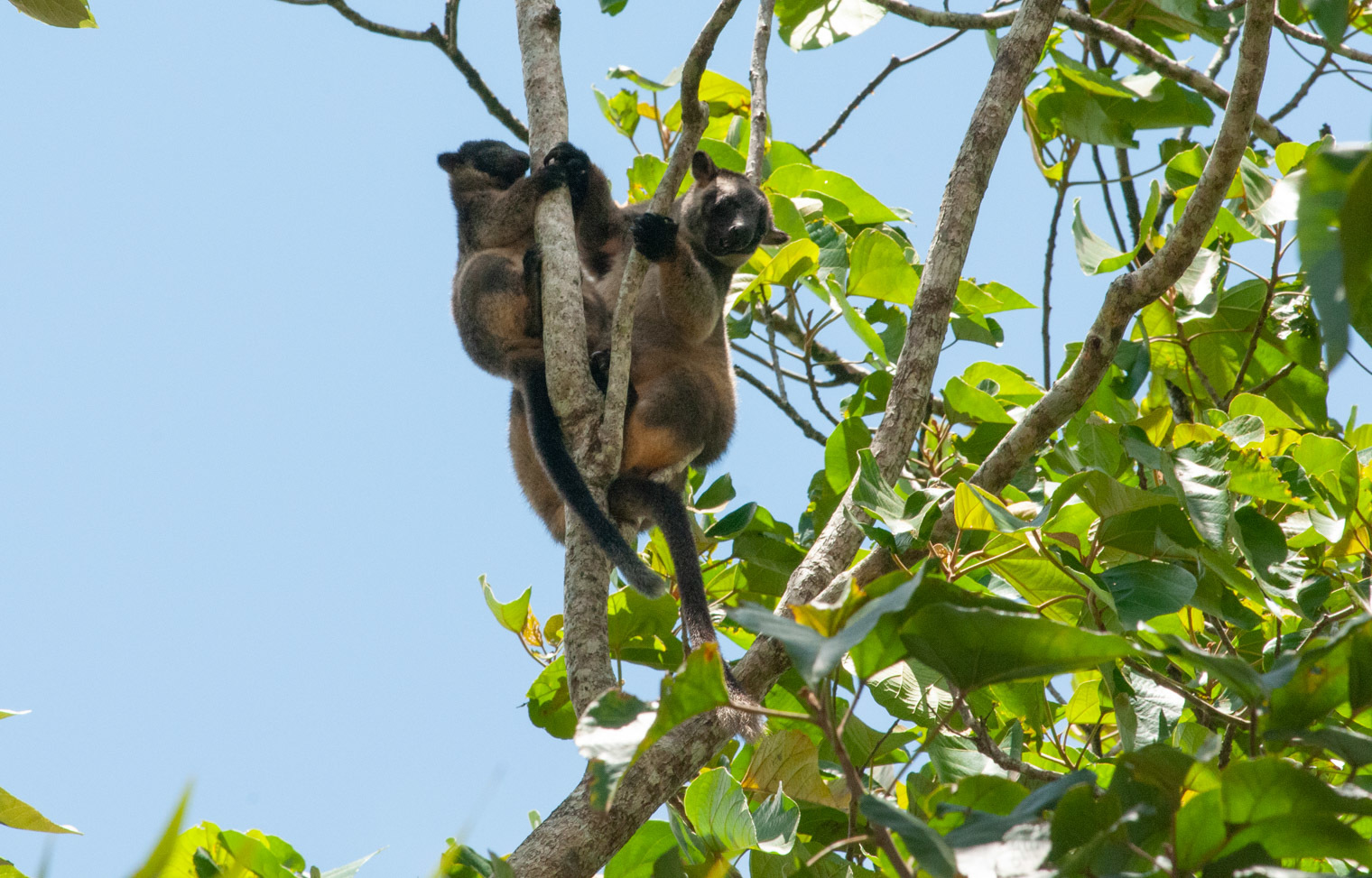
Dvojice klokanů stromových (D. lumholtzi) ve svém přirozeném prostředí

Nepříliš výživná listožravá strava se promítá rovněž do sociálních návyků těchto zvířat: z obecného hlediska si vymezují nepříliš rozsáhlé domovské areály, netvoří velké sociální skupiny a nemají velký reprodukční potenciál.
Klokani rodu Dendrolagus obecně patří mezi samotářská zvířata, vzájemné svazky jsou utužovány primárně mezi samicí a jejími mláďaty. Sociální struktura je relativně dobře probádána v případě australských druhů: domovské území klokana stromového má rozlohu asi 1,9–2,1 ha v případě samců a 0,7–2 ha v případě samic; u příbuzného klokana pralesního může samčí území zabírat až 20 ha, samičí pak mezi 6–12 ha. Důvod tohoto zřetelného rozdílu ve velikosti plochy domovských okrsků možná představuje jak větší tělesná velikost klokana pralesního, tak odlišná úživnost stanovišť obou druhů. Území samic se většinou nepřekrývají, ale zároveň se protínají s územími samců. Samci obou druhů k sobě bývají vysoce agresivní a vzájemné teritoriální potyčky mohou vyústit i ve vážná zranění. Pokud byli dva samci klokanů pralesních umístěni do jednoho uzavřeného výběhu, zápasili společně až do smrti jednoho ze soupeřů.
Rozmanitější typy sociálních struktur lze pozorovat u novoguinejských zástupců. Klokan Matschieův je rovněž samotářem (s odhadovanou hustotou populace 0,6–1,4 jedince/ha), přičemž samčí území opět protíná několik samičích areálů. Samičí území se nicméně v tomto případě mohou rovněž překrývat. Klokan Goodfellowův může žít v párech tvořených samcem a samicí. Mezi vysoce sociální druhy – minimálně co se týče pozorování v zajetí – patří klokan Doriův, jenž žije v malých samičích skupinách vedených dominantním samcem. Mezi jednotlivci se ustavuje určitá hierarchie, byť agresivní interakce nebývají příliš časté.
Rozmnožování může probíhat buďto sezónně, anebo celoročně. Pro klokana pralesního jsou typické sezónní rozmnožovací cykly, s vrcholem páření na konci září. Příbuzný klokan stromový se alespoň v zajetí může rozmnožovat celoročně, byť v sezónních lesích mohou mláďata na svět přicházet přednostně v období dešťů. Asezónní rozmnožovací cykly byly zjištěny rovněž u novoguinejských stromových klokanů, kteří vesměs žijí ve stálém prostředí rovníkových deštných lesů s celoročním dostatkem potravy. Tento fakt potvrzují i pozorování v zajetí (klokan Matschieův). Vzhledem k tomu, že samice bývají v průběhu estrálního cyklu receptivní jen po dobu asi 48 hodin, musí o své připravenosti zabřeznout efektivně zpravit příslušného samce; nejspíš se tak děje na bázi chemických atraktantů. Průběh samotné kopulace byl podrobně popsán v případě klokana stromového. Samci před pářením očichávají samičí vak i genitál, s následným potřísněním své přední části těla výměšky samičí kloakální žlázy. Zvířata kopulují typicky na zemi, až třikrát denně a po dobu až tří dnů. Typická je rovněž tvorba kopulačních zátek – samci se tak snaží bránit spáření příslušné samice se svými soky.
Stromoví klokani jsou zástupci K-stratégů mezi vačnatci. Samice rodí v drtivé většina případů pouze jediného potomka, přičemž doba březosti, stejně jako další vývoj mláděte, jsou ve srovnání s ostatními druhy klokanovitých prodlouženy. Pro klokana Matschieova činí průměrná délka březosti asi 44 dnů, mládě poprvé vystrkuje hlavu z vaku po asi 22 týdnech, vak poprvé opustí asi v 28. týdnu, trvale potom až ve 41. týdnu života. Důvodem, proč mláďata opouštějí vak až tak pozdě, může být kromě nevýživné stravy rovněž potřeba důkladně rozvinout pohybové dovednosti, životně důležité pro pohyb v korunách. Na rozdíl od blízce příbuzných klokanů rodu Petrogale zástupci rodu Dendrolagus zřejmě opustili schopnost poporodní říje s následnou utajenou březostí.
K odstavení od mateřského mléka dochází v případě klokana Matschieova přibližně po 14 měsících. Mláďata různých druhů stromových klokanů nicméně mohou s matkou trávit mnoho dalších měsíců; některá mláďata klokanů pralesních takto žijí až do více než dvou let věku. Během této doby načerpávají zkušenosti o vhodné potravě, a stejně tak se učí, jak se vyhýbat predátorům. Průměrný věk pohlavní dospělosti je u klokana Matschieova rovněž nejdelší mezi všemi známými klokanovitými – v případě samic činí asi 3,5 roku. Jde však zároveň o dlouhověká zvířata, a zvláště v zajetí se mnoho druhů může dožít více než dvaceti let (klokan Matschieův, Goodfellowův, Doriův či medvědí).

### Predátoři a parazité

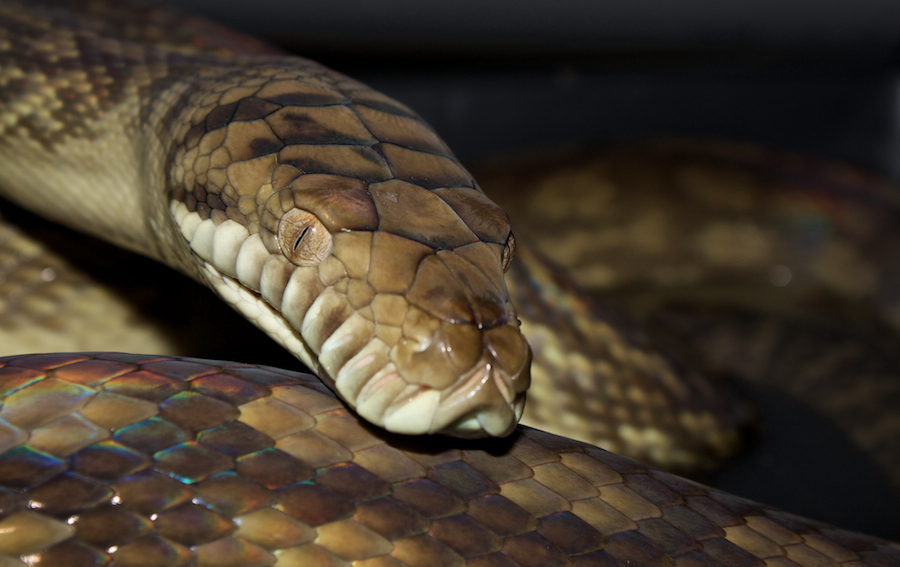
Krajta ametystová je významným predátorem stromových klokanů

Přirozeným nepřítelem klokanů rodu Dendrolagus na australské pevnině je především krajta ametystová (Morelia amethistina), se svou průměrnou délkou asi 3,3 m dostatečně mohutný had na to, aby stromové klokany přemohl. Pozorování v terénu naznačují, že vliv tohoto predátora může mít dopad i na strukturu některých populací: ve studijní oblasti, která zabírala 36 hektarů a v níž žilo asi 12 klokanů pralesních, zabila jediná krajta během necelých dvou měsíců dvě dospívající zvířata (což byla polovina ročně narozených mláďat) a pravděpodobně i jednu dospělou samici. Dalšími kruciálními predátory jsou dingové a zdivočelí psi, jimž mohou padnout za oběť především mladí či velmi staří samci, kteří jsou ze svého území vyhnáni svým rivalem, a musí tak trávit nějaký čas v otevřené krajině. Potenciálním predátorem je rovněž orel klínoocasý (Aquila audax), největší dravý pták Austrálie.
Na Nové Guineji nejsou klokani rodu Dendrolagus vystaveni takovému množství přirozených predátorů. Krajty ametystové zde sice rovněž žijí, ale soustředí se především do nížinných oblastí. Jejich úlohu nicméně na ostrově mohou přebírat krajty novoguinejské (Simalia boeleni), jež se vyskytují v horských deštných lesích a s asi třímetrovou délkou představují hrozbu alespoň pro mláďata místních stromových klokanů. Predátorem by mohl být i orel harpyjovitý (Harpyopsis novaeguineae), byť ani v jeho případě neexistují žádné záznamy o tom, že by klokany rodu Dendrolagus skutečně lovil.
Klokani rodu Dendrolagus hostí široké spektrum různých parazitů. Mezi převládající vnější parazity patří vši z čeledi Boopiidae, vyjma nich však nejsou ektoparazité stromových klokanů příliš druhově rozmanití. Větší diverzitu lze pozorovat u parazitů vnitřních. Dominující jsou především rozličné hlístice, zvláště strongyloidní háďata, která parazitují v trávicí soustavě. Vysokou úroveň infekce lze pozorovat u druhů s pozemními návyky, jako je klokan dingiso, které se častěji dostanou do styku s půdou infikovanou výkaly ostatních klokanů. Dalšími skupinami parazitických hlístic jsou např. různé spirury (rody Breinlia či Pelecitus) nebo plicnivky. V obou případech bývá k přenosu vyžadován mezihostitel, přičemž u spirur jde o bodavý hmyz, zatímco u plicnivek je přenos alimentární – a zároveň velmi špatně probádaný. Konečně, australské druhy stromových klokanů mohou hypoteticky vystupovat rovněž v podobě mezihostitelů, a sice v případě hlístice Ophidascaris robertsi, jejímiž definitivními hostiteli jsou již zmiňované krajty ametystové. Vyjma hlístic hostí klokani rodu Dendrolagus taktéž parazitické ploštěnce, především tasemnice z rodu Progamotaenia. Životní cykly těchto parazitických helmintů zůstávají opět hádankou, nicméně u příbuzných druhů bývají spojeny s půdními pancířníky, k infekci klokanů tedy nejspíš opět dochází při krmení se v lesní půdě.
K patogenům pak lze zařadit bakterii Burkholderia pseudomallei, jež může způsobit smrtelné zánětlivé onemocnění zvané melioidóza a která stála i za úmrtím některých studovaných zvířat. Vzhledem k jejímu zoonotickému potenciálu navíc vyvolává obavy její možný přenos na člověka prostřednictvím infikovaného klokaního masa.

## Ohrožení a ochrana

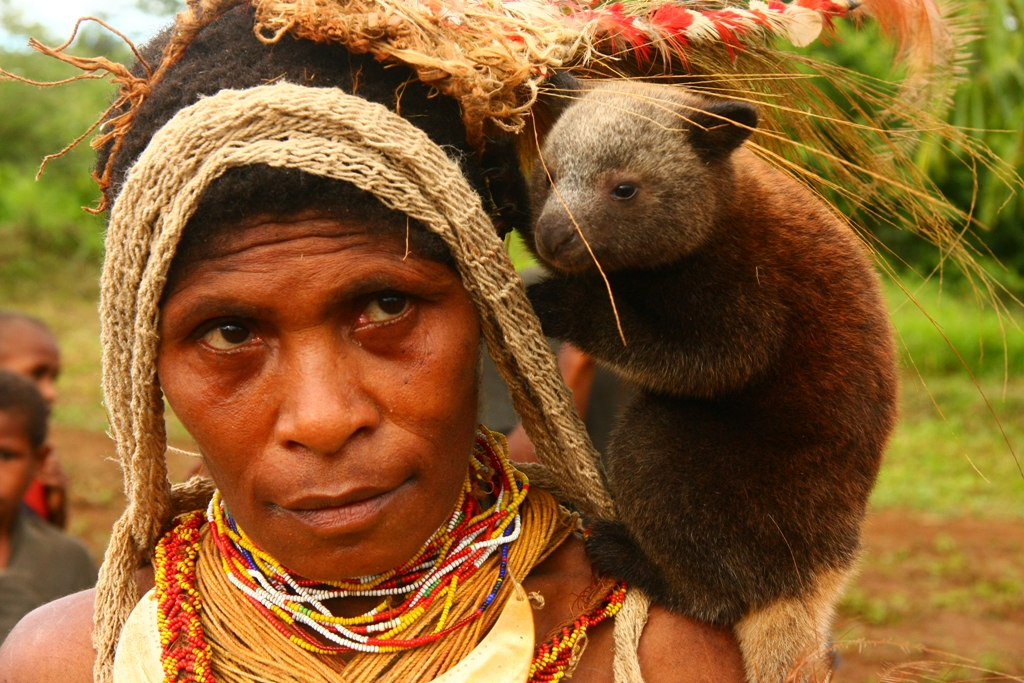
Mládě stromového klokana na rameni ženy náčelníka nespecifikovaného papuánského kmene

Klokani rodu Dendrolagus mají jen nízký rozmnožovací potenciál a jejich areál výskytu se často soustředí do malých, izolovaných oblastí. Na jejich populacích se proto mohou výrazně odrazit různé ohrožující faktory.
Především na Nové Guineji představuje klíčovou hrozbu intenzivní lov místními komunitami pro ceněné maso. Zvyšování počtu obyvatel; přístup k efektivnějším zbraním a nástrojům i v odlehlých oblastech; postupující lidské osídlení a budování dopravní infrastruktury; oslabení určitých místních tradic, podle nichž bylo zapovězeno navštěvovat některé lesní komplexy – to vše postupně vedlo ke zvýšení efektivity zdejších lovců. Dopad na místní druhy klokanů může být zničující a pozorovatelný již za relativně krátkou dobu. Tim Flannery, jenž v 90. letech 20. století pátral po stromových klokanech v Torricelliho pohoří, získal od tehdy asi sedmdesátiletých lovců informaci, že v oblasti ještě relativně nedávno žilo mnoho tenkile (klokanů tmavých, odb. Dendrolagus scottae) a že v dobách své největší slávy tyto klokany zabíjeli ve značných počtech. Zároveň však připustili, že nynější stav není tolik útěšný: nejlepší lovci ze stejných vesnic by prý museli podniknout jednodenní výšlap do hor, aby měli naději nějakého klokana spatřit, a i tak většina výprav nekončila kýženým loveckým úspěchem. Na lov coby hlavní hrozbu se navíc nabaluje i ztráta přirozeného prostředí, a to jak v důsledku lidských aktivit, tak v důsledku extrémních klimatických jevů (sucho a požáry v souvislosti s fenoménem El Niño).
Mezinárodní svaz ochrany přírody (IUCN) všechny novoguinejské druhy považuje za obecně ohrožené, z toho některé z nich jsou již na pokraji vyhynutí. Výše zmiňovaný klokan tmavý patří mezi kriticky ohrožené druhy. Drastické úbytky postihly rovněž kriticky ohroženého klokana žlutohřbetého (D. pulcherrimus), jenž byl vyhuben z 99 % svého původního areálu výskytu a celkový počet přežívajících jedinců činí pravděpodobně méně než 250 kusů. Zřejmě vyhynulý je již klokan Dendrolagus mayri, známý podle jediného exempláře, jehož hypotetická přežívající populace by nepřesahovala 50 žijících zvířat. Ochrana místních druhů je nicméně problematická – více než 90 % území státu Papua Nová Guinea vlastní místní obyvatelé, což uznává i národní vláda, a ochranná opatření se proto musí soustředit nejen na ohrožené druhy, ale i na potřeby tamějších lidí. Konzervační programy, probíhající od 90. let 20. století, však dosáhly určitých úspěchů.

Klokan tmavý byl pro své maso téměř vyhuben

Jedním z výsledků bylo například založení iniciativy pro ochranu kriticky ohroženého klokana tmavého (Tenkile Conservation Alliance), přičemž ve spolupráci s místními se podařilo zastavit lovecké praktiky a stabilizovat klesající populační trend alespoň v části areálu výskytu tohoto druhu balancujícího na hranici existence. Stejná organizace přispěla též ke stabilizaci a ozdravení populace klokana žlutohřbetého v Torricelliho pohoří. Z dalších úspěchů lze jmenovat vytvoření chráněného území Yopno-Uruwa-Som (YUS) na poloostrově Huon, čehož bylo dosaženo díky partnerství s místními vlastníky půdy. Území chrání populaci klokanů Matschieových. Probíhají rovněž chovné programy v zajetí, přičemž mezi nejpopulárnější chovance dlouhodobě patří klokani Matschieovi a Goodfellowovi. Vzhledem k omezené početnosti obou druhů bylo na Mezinárodním summitu o stromových klokanech z roku 2005 dohodnuto, že klokani Goodfellowovi budou přednostně chováni v institucích v Evropě, Asii a Austrálii, zatímco klokani Matschievovi v Severní Americe, aby tak byla maximalizována reprodukční úspěšnost obou druhů.
Méně dramatická zůstává situace u dvou australských druhů, klokana stromového a klokana pralesního. Oba tyto druhy nespadají mezi obecně ohrožené, byť je IUCN klasifikuje jako téměř ohrožené. Hrozbu v jejich případě představuje především fragmentace původních lesních stanovišť. Klokani žijící v roztříštěných územích jsou častěji vystaveni napadení ze strany zdivočelých psů a stávají se též oběťmi automobilové dopravy. Území výskytu obou druhů se však mj. protíná se skupinou chráněných oblastí Vlhké tropy Queenslandu (Wet Tropics of Queensland), roku 1988 zapsané na seznam Světového dědictví UNESCO.